# معاهدة إكس لا شابيل

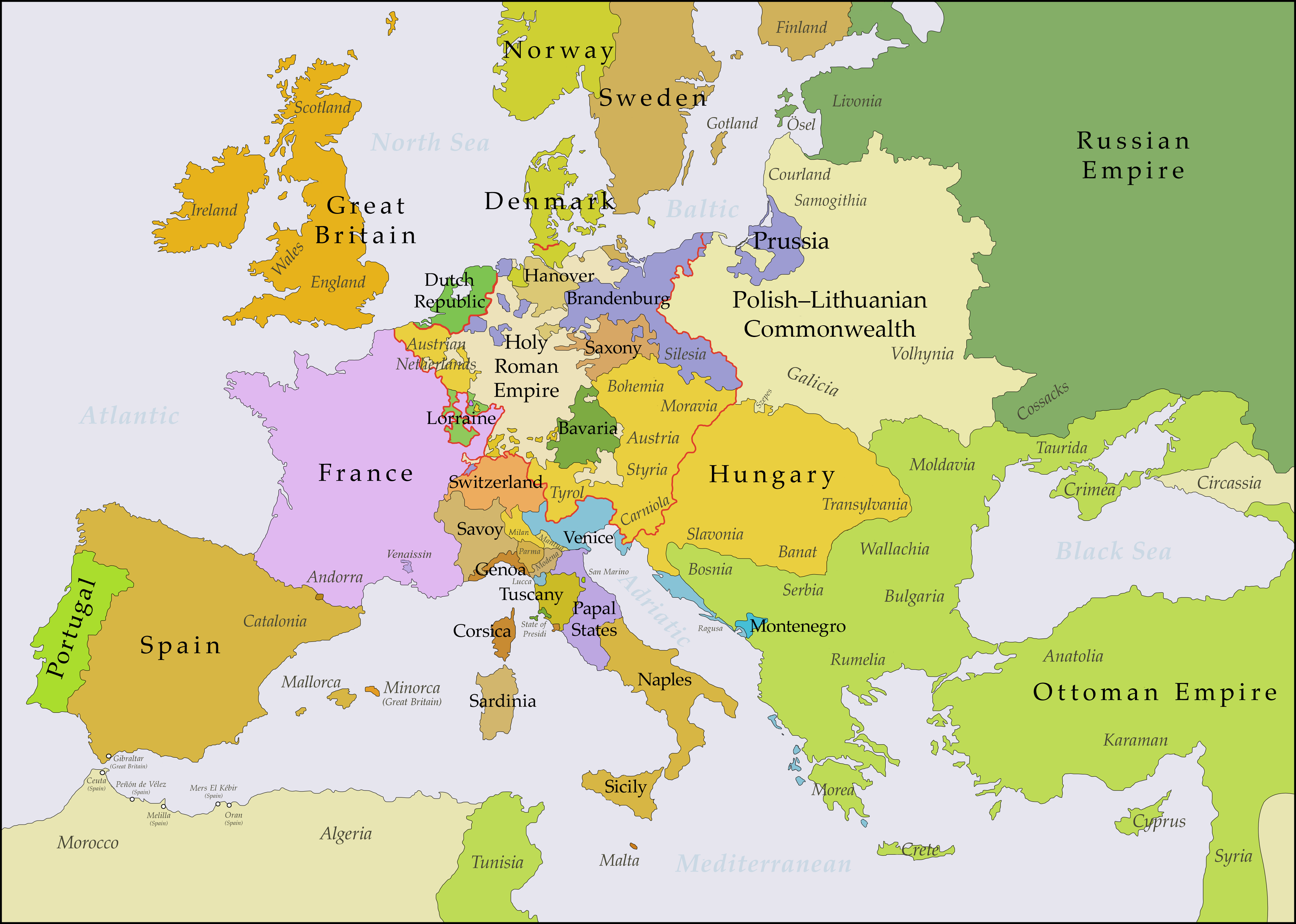
أوروبا في السنوات التي تلت معاهدة إكس لا شابل عام 1748

معاهدة إكس لا شابيل الموقعة في 18 من أكتوبر 1748م (أو معاهدة آخن)، والتي أنهت حرب الخلافة النمساوية عقب اجتماع المؤتمر في 24 من إبريل لعام 1748م في مدينة آخن بالإمبراطورية الحرة، المسماة إكس لا شابيل (بالفرنسية: Aix-la-Chapelle)‏، الواقعة غرب الإمبراطورية الرومانية المقدسة.

## بنود المعاهدة
قامت بريطانيا العظمى وفرنسا بإملاء بنود المعاهدة المقترحة والتي تم الاتفاق عليها من قبل في مؤتمر بريدا، ووافقت دول أخرى على تلك البنود، وهي:
1. اعترفت النمسا بغزو فريدريش الثاني ملك بروسيا لمدينة سليزيا، بالإضافة إلى التخلي عن أجزاء من أراضيها الإيطالية لصالح إسبانيا.
2. تنسحب فرنسا من هولندا حتى تستعيد بعض مستعمراتها.[1] واستعادت فرنسا جزيرة كيب بريتون، التي فقدتها أثناء الحرب، بينما أعادت مدينة مادراس التي احتلتها في الهند إلى بريطانيا العظمى وتخلت عن مدينة باريير لصالح الهولنديين،[2] وتنسحب فرنسا من الأراضي الهولندية النمساوية.
3. ماريا تيريزا تنازلت عن دوقية بارما وبياتشنزا وجوستالا في ذلك الوقت إيطاليا إلى إسبانيا.[2]
4. تمت استعادة دوقية مودينا وجمهورية جنوة اللتين هزمتهما النمسا.[3]
5. تم تجديد عقد أسيتينو، الذي مُنح لبريطانيا العظمى عام 1713م بموجب اتفاقية أوترخت.[4] ولكن قامت إسبانيا لاحقًا بتقديم اعتراضاتها على شروط عقد أسيتينو، ومعاهدة مدريد، الموقعة في 5 أكتوبر 1750م، والتي نصت على تنازل بريطانيا العظمى عن دعاواها بموجب هذه الشروط مقابل مبلغ قيمته 100٬000 جنيه إسترليني.

## ردود الأفعال
توصلت معاهدة إكس لا شابل وحرب الخلافة النمساوية في معظم أجزائها إلى وضع ما قبل الحرب. ولم يتم حسم الصراع التجاري بين بريطانيا وفرنسا في جزر الهند الغربية وأفريقيا والهند؛ وبهذا لم تصل المعاهدة لسلام دائم.
كانت هناك حالة من الاستياء العام في فرنسا تجاه ما اعتُبر تخليًا أحمق عن الفوائد (لا سيما التخلي عن الأراضي الهولندية النمساوية، والتي هزمتها فرنسا بفضل الإستراتيجية التي وضعها مارشال ساكس)، وأصبح من الشائع في باريس أن تستخدم عبارات مثل Bête comme la paix ("غبي مثل السلام") وعبارة La guerre pour le roi de Prusse ("الحرب لصالح ملك بروسيا"). ومن المنظور نفسه، كانت هناك حالة من الاستياء بين المستعمرين البريطانيين في نيو إنجلاند والتجار الموجودين في بريطانيا العظمى تجاه إعادة لويزبراه إلى فرنسا بعد أن سيطروا على هذا المعقل العتيد بعد حصار دام 46 يومًا. وكان هذا الاستياء هو البذرة الأولى لـ الثورة الأمريكية التي اندلعت لاحقًا. وفي حقيقة الأمر، قامت بريطانيا بمبادلة لويزبراه حتى تنسحب فرنسا من هولندا. وبالمثل تمت إعادة مدينة مادراس، التي احتلها الأدميرال الفرنسي لا بوردونايس عام 1746 إلى بريطانيا.

لهذا وصف اللورد ماكاولي المعاهدة بهذه الكلمات: 
| معاهدة إكس لا شابيل | The peace concluded between England and France in 1748 was, as regards Europe, nothing but a truce, it was not even a truce in other quarters of the globe." | معاهدة إكس لا شابيل |

في بريطانيا نفسها، كان يُنظر للملك جورج الثاني ولوزرائه باعتبارهم قد خاضوا الحرب وأبرموا السلام من أجل تحقيق أفضل المصالح لـ براونشفايغ لونيبورغ (التي كان أميرها الناخب) وليس من أجل بريطانيا، ومن ثم لم تُقّم الاحتفالات البريطانية الأساسية للسلام إلا بعد مرور ستة أشهر بعرض للألعاب النارية في جرين بارك ألف الموسيقى المصاحبة لها جورج فريدريك هاندل وألف من أجلها المقطوعة موسيقى الألعاب النارية الملكية. ولقد أُقيم هذا الاحتفال عمدًا بالقرب من المقر الملكي في قصر بكنغهام لتقديم الملك في صورة أفضل، باعتباره ملك بريطاني والمحرك الأساسي في عملية السلام التي تمت بنجاح لصالح بريطانيا. (كان العرض أقل نجاحًا من الموسيقى - فقد احترق المبنى الخشبي الهائل الذي كان المفترض أن تُطلق منه الألعاب النارية نتيجة سقوط تمثال الملك جورج الثاني). لقد انتصر الملك جورج وبريطانيا في المعاهدة من جانب واحد فقط: أجبر أحد بنود المعاهدة فرنسا أخيرًا على الاعتراف بحق الخلافة الهانوفرية في تولي العرش البريطاني وطرد حركة اليعاقبة من فرنسا.
في مقابل عدم الرضا الفرنسي والبريطاني عن المعاهدة، فقد ربحت إيطاليا الاستقرار لأول مرة منذ القرن الثامن عشر. فتسوية الأراضي الجديدة وتولي ملك فيردناند السادس ملك إسبانيا الهادئ سمح باستمرار تسوية إكس حتى اندلاع حروب الثورة الفرنسية عام 1792م.

## وصلات خارجية
- Penny London Post newspaper from 1749 reporting on the fireworks display